# Paul de Ribeyre
Pour les articles homonymes, voir Ribeyre.
Paul de Ribeyre, né le 2 décembre 1691 à Clermont-Ferrand et mort le 10 juin 1776 à Saint-Flour, est un prélat français. Il appartient à une des plus anciennes familles de l'Auvergne. 

## Biographie
Paul de  Ribeyre est le fils de Paul Antoine de Ribeyre, seigneur de Nébouzat, trésorier de France à Riom, et de Cécile de Guerry. Il est baptisé le 3 décembre dans l'église du Port.
Il fait ses études au séminaire Saint-Sulpice de Paris. Docteur en théologie de la Sorbonne. Il est nommé en 1734 abbé commendataire de l'abbaye de Saint-André-le-Bas de Vienne et le restera jusqu'à sa mort. Il devient le  vicaire général de Jean-Baptiste Massillon l'évêque de Clermont qui lui obtient le siège épiscopal de Digne le 2 avril 1742.
Toutefois le siège de Saint-Flour devient vacant et il est nommé évêque de Saint-Flour le 22 avril, confirmé le 9 juillet, et consacré en août suivant par Massillon. Pendant son épiscopat de 35 ans il  fait bâtir à Saint-Flour le collège, l'hôpital et le séminaire, fonde des chaires de théologie et une communauté de sœurs hospitalières. Il fait communiquer la ville avec la grande route au moyen d'une avenue et fait décorer l'entrée d'un portique.